# Алайдин Демири
Алайдин Демири (на албански: Alajdin Demiri; на македонска литературна норма: Алаjдин Демири) е политик от Република Македония от албански произход.

## Биография
Роден е на 19 декември 1954 година в Тетово. Завършва социология в Сараево. Бил е журналист в албанската редакция на Македонската радиотелевизия, гимназиален учител и библиотекар в Градската библиотека.
През 1990-1995 живее в Швейцария и учи френски език. През 1995 г. се завръща в Република Македония и става член на Партията за демократичен просперитет, но през 1997 г. като кандидат на Демократическата партия на албанците е избран за кмет на Тетово. През 1998 г. заедно с Руфи Османи е осъден на две години затвор заради поставяне на албанското знаме пред кметствата на Тетово и Гостивар. От 2000 до 2002 г. е посланик в Швейцария. Впоследствие работи в Университета на Югоизточна Европа в Тетово като директор на библиотеката „Макс Ван дер Штул“ до пенсионирането си през 2019 г. .